# Hausen am Albis
Hausen am Albis (hasta 1911 oficialmente Hausen) es una comuna suiza del cantón de Zúrich, ubicada en el distrito de Affoltern. Limita al norte con la comuna de Langnau am Albis, al este con Horgen, al sureste con Hirzel y Neuheim (ZG), al sur con Baar (ZG), y al oeste con Kappel am Albis, Rifferswil y Aeugst am Albis.

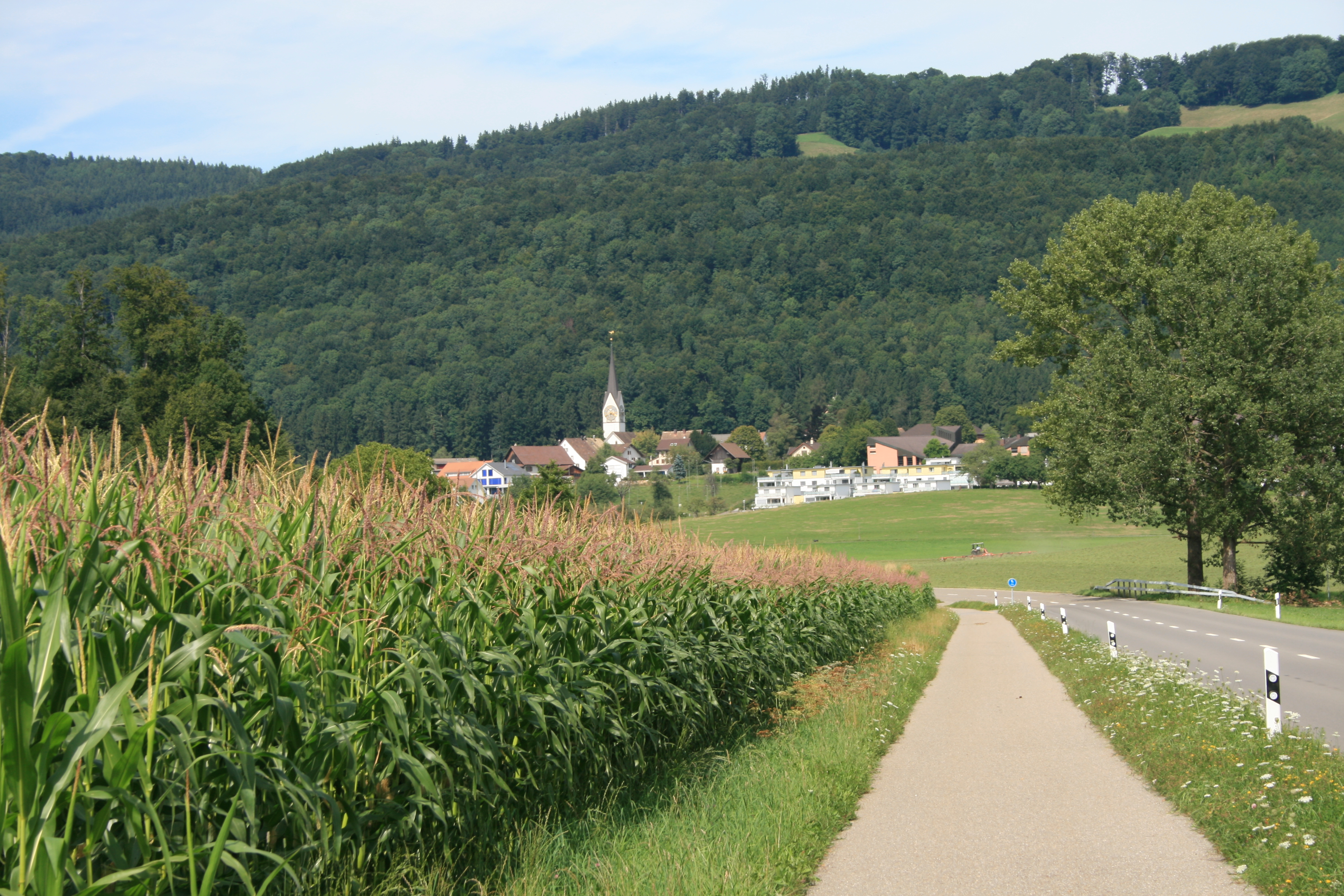
Hausen am Albis

## Enlacese externos
- Wikimedia Commons alberga una categoría multimedia sobre Hausen am Albis.
- Sitio oficial de la comuna de Hausen am Albis
- «Hausen am Albis». Diccionario histórico de Suiza (en alemán, francés o italiano).

- Datos: Q65231
- Multimedia: Hausen am Albis / Q65231